# L'amore in pezzi
L'amore in pezzi (L'amour par terre) è un film del 1984 diretto da Jacques Rivette.